# Anders Blomquist
Dag Anders Blomquist, född 17 oktober 1960 i Bromma i Stockholm, "Blomman" kallad, är en svensk tidigare landslagsåkare på skidor, tävlande för IFK Lidingö. År 1988 delade han segern i Vasaloppet med sin bror Örjan Blomquist, då de båda segrarna hade kranskullan Karin Värnlund med sig på armarna över mållinjen. Utöver Vasaloppet vann Blomquist bland annat Marcialonga (1987) och König-Ludwig-Lauf (1989). Blomquist blev även totalsegrare i långloppscupen 1986/1987 och 1987/1988.
Sedan slutet av 1990-talet kommenterar Blomquist i par med Jacob Hård SVT:s skidsändningar från mästerskapen, världscupen, vinter-OS samt Vasaloppet. Fram till mars 2010 var Blomquist VD för Destination Funäsdalen.